# Liste des évêques de Venosa
Cette liste recense les évêques qui se sont succédé à la tête du diocèse de Venosa jusqu'en 1986, date de la fusion du diocèse de Melfi-Rapolla-Venosa. 

## Évêques de Venosa
- Filippo (mentionné en 238)
- Giovanni (mentionné en 443)
- Austero (mentionné en 493)
- Stefano (vers 494/495-502)
- Pietro I (mentionné en 1014)
- Giaquinto (mentionné en 1053)
- Morando (mentionné en 1059)
- Ruggero (mentionné en 1069)
- Costantino (1071-1074)
- Berengario (vers 1093 - ?)
- Roberto (mentionné en 1105)
- Fulco (mentionné en 1113)
- Pietro II (1177-1183)
- Anonyme (documenté en 1199, 1209, 1215 et 1222)
- Bono (mentionné en 1223)
- Anonyme (documenté en 1233 et 1236)
- Anonyme (? - vers 1238)
- Giacomo (mentionné en 1256)
- Anonyme (? - vers 1269)
- Filippo de Pistorio, O.P (1271-1281)
- Santoro (1282/1283-1284)
- Guido (1299-1302)
- Pietro III (1331-1334), nommé archevêque d'Acerenza
- Raimondo Agonti de Clareto, O.Carm (1334- ?)
- Pietro IV (1360- ?)
- Goffredo (? -1363)
- Tommaso (1363-1367)
- Lorenzo (mentionné en 1383)
- Giannotto (mentionné en 1385)
- Francesco Veneraneri (1386- ?)
  - Stefano (antiévêque)
  - Salvatore Gerardo di Altomonte (1387- ?) (antiévêque)
  - Nicola Francesco Grassi (1387- ?) (antiévêque)
- Giovanni III (1395-1400), nommé évêque de Grosseto
- Andrea Fusco (1400-1419)
- Domenico da Monteleone, O.P (1419-1431)
- Roberto Procopii (1431-1457)
- Nicola Solimele (1457-1459)
- Nicola Gerolamo Porfido (1459-1469)
- Sigismondo Pappacoda (1492-1499), nommé évêque de Tropea
- Antonio Fabregas (1499-1501)
- Bernardino Bongiovanni (1501-1509)
- Lamberto Arbaud (1510- ?)
- Tommaso da San Cipriano, O.P (1519- ?)
- Guido de' Medici (1527-1528), nommé archevêque de Chieti
- Fernando de Gerona, O.S.A (1528-1542)
- Alvaro Della Quadra (1542-1551)
- Simone Gattola (1552-1566)
- Francesco Rusticucci (1566-1567), nommé évêque de Fano
- Paolo Oberti, O.P (1567-1567)
- Giovanni Antonio Locatelli (1567-1571)
- Baldassarre Giustiniani (1572-1584)
- Giovanni Tommaso Sanfelice (1584-1585)
- Giovanni Gerolamo Mareri (1585-1587)
- Pietro Ridolfi, O.F.M.Conv (1587-1591), nommé évêque de Senigallia
- Vincenzo Calcio, O.P (1591-1598)
- Sigismondo Donati (1598-1605), nommé évêque d'Ascoli Piceno
- Mario Moro (1605-1610)
- Andrea Pierbenedetto (1611-1634)
- Bartolomeo Frigerio (1635-1636)
- Gaspare Conturla (1638-1640)
- Sallustio Pecolo (1640-1648)
- Antonio Pavonelli, O.F.M.Conv (1648-1653)
- Giacinto Torisi, O.P (1654-1674)
- Giovanni Battista Desio (1674-1677)
- Francesco Maria Neri (1678-1684)
- Giovanni Francesco de Lorenzi (1685-1698)
- Placido Stoppa, C.R (1699-1710)
  - Siège vacant (1710-1718)
- Giovanni Michele Teroni, B. 1718-1726)
- Felipe Yturibe, O.Carm (1726-1727)
- Pietro Antonio Corsignani (1727-1738), nommé évêque de Valva et Sulmona
- Francesco Antonio Salomone (1738-1743)
- Giuseppe Giusti (1743-1764)
- Gaspare Barletta (1764-1778)
- Pietro Silvio De Gennaro (1779-1786)
- Salvatore Gonnelli (1792-1801)
  - Siège vacant (1801-1818)
- Nicola Caldora (1818-1825)
- Luigi Maria Canisio (1827-1827), nommé évêque de Gaète
- Federico Guarini, O.S.B (1828-1837)
- Michele de Gattis (1837-1847)
- Antonio Michele Vaglio (1848-1865)
  - Siège vacant (1865-1871)
- Nicola de Martino (1871-1878)
- Girolamo Volpe (1878-1880), nommé évêque d'Alife
- Francesco Maria Imparati, O.F.M (1880-1890), nommé archevêque d'Acerenza et de Matera
- Lorenzo Antonelli (1891-1905)
- Felice Del Sordo (1907-1911), nommé évêque d'Alife
- Giovanni Battista Niola (1912-1912)
- Angelo Petrelli (1913-1923)
- Alberto Costa (1924-1928), nommé archevêque de Lecce
- Luigi Orabona dell'Aversana (1931-1934)
- Domenico Petroni (1935-1966)
  - Siège vacant (1966-1973)
- Giuseppe Vairo (1973-1976)
- Armando Franco (1976-1981), nommé évêque d'Oria
- Vincenzo Cozzi (1981-1986), nommé évêque de Melfi-Rapolla-Venosa